# Curtis Booth
Pour les articles homonymes, voir Booth.
Curtis Booth est un joueur et entraîneur anglais de football, né le 12 octobre 1891 et mort le 29 octobre 1949.

## Carrière
Curtis Booth est un footballeur qui joue au poste d'attaquant pour Wallsend Elm Villa, Newcastle United (qui le recrute en novembre 1913 pour 15 £), Leeds City (en) (où il est invité au cours de la Première Guerre mondiale), Norwich City (qui le recrute en septembre 1920 pour 800 £). Booth inscrit notamment 2 buts en 19 matchs de Division 1 lors de la saison 1914-1915 avec Newcastle United, puis quatre buts en 15 matchs en 1919-1920, lors de la première saison après-guerre. Il rejoint alors Norwich, en Division 3, où il inscrit onze buts en 62 matchs de championnat.
Il est recruté en juin 1923 par Accrington Stanley, club de Division 3, en tant qu'entraîneur-joueur. Il s'y blesse rapidement, ne pouvant plus assurer que sa charge d'entraîneur. Après un an, il part à l'étranger vivre du football : au SC Erfurt en Allemagne en 1925, en Turquie où il travaille pour la fédération, en Égypte et aux Pays-Bas. En 1934-1935 il dirige pendant une saison le RC Paris, qui termine 3e du championnat cette année-là.
Il meurt en 1949 à Amsterdam.